# Anachrostis
Anachrostis là một chi bướm đêm thuộc họ Noctuidae.